# Simone Vanni
Simone Vanni (* 16. února 1979 Pisa, Itálie) je bývalý italský sportovní šermíř, který se specializoval na šerm fleretem.
Itálii reprezentoval v prvním desetiletí jednadvacátého století. Na olympijských hrách startoval v roce 2004 v soutěži jednotlivců a družstev. V roce 2002 získal titul mistra světa v soutěži jednotlivců a v roce 2001 získal titul mistra Evropy. S italským družstvem fleretistů vybojoval na olympijských hrách 2004 zlatou olympijskou medaili. V roce 2003 a 2009 vybojoval s družstvem titul mistrů světa a v roce 2002, 2005 a 2009 titul mistrů Evropy.